# دون أنيلاك
دون أنيلاك (بالإنجليزية: Don Anielak)‏ مواليد 01 نوفمبر 1930 في سانت لويس - الوفاة 19 نوفمبر 1995، كان لاعب كرة سلة أمريكي. بدأ مسيرته الاحترافية في سنة 1954. تم اختياره من قبل فريق نيويورك نيكس خلال الدرافت. حمل الرقم 12. بلغ طوله 6 قدم 7 بوصة (2.0 م). اعتزل اللعب في 1955.

## روابط خارجية
- دون أنيلاك على موقع إن بي أي (الإنجليزية)
- دون أنيلاك على موقع سبورتس رفرنس (الإنجليزية)
- دون أنيلاك على موقع ريلجم (الإنجليزية)
- دون أنيلاك على موقع بروبوليرز (الإنجليزية)